# Alain de Changy
Alain Carpentier de Changy (Brüsszel, 1922. február 5. – Etterbeek, 1994. augusztus 5.) belga autóversenyző.

## Pályafutása
1956 és 1959 között minden évben rajthoz állt a Le Mans-i 24 órás versenyen. Az 58-as futamon honfitársával, Jean Blaton-al a hatodik helyen zárt.
1959-ben jelen volt a Formula–1-es világbajnokság monacói versenyén. A futamra azonban már nem tudta kvalifikálni magát.

## Eredményei

### Le Mans-i 24 órás autóverseny
| Év   | Csapat                 | Autó            | Csapattárs      | Helyezés | Kiesés oka |
| ---- | ---------------------- | --------------- | --------------- | -------- | ---------- |
| 1956 | Equipe Nationale Belge | Ferrari 500TR   | Lucien Bianchi  | Kiesett  |            |
| 1957 | Equipe Nationale Belge | Ferrari 290MM   | Jacques Swaters | Kiesett  | Motorhiba  |
| 1958 | Equipe Nationale Belge | Ferrari 250TR   | Jean Blaton     | 6.       |            |
| 1959 | Equipe Nationale Belge | Ferrari 250TR58 | Lucien Bianchi  | Kiesett  |            |

### Teljes Formula–1-es eredménysorozata
(Táblázat értelmezése)

(Félkövér: pole-pozícióból indult; dőlt: leggyorsabb kört futott) 

| Év   | Csapat                 | Modell     | Motor             | 1      | 2   | 3   | 4   | 5   | 6   | 7   | 8   | 9   | Helyezés | Pont |
| ---- | ---------------------- | ---------- | ----------------- | ------ | --- | --- | --- | --- | --- | --- | --- | --- | -------- | ---- |
| 1959 | Ecurie Nationale Belge | Cooper T51 | Climax Straight-4 | MON Nk | 500 | NED | FRA | GBR | GER | POR | ITA | USA | -        | 0    |

## Külső hivatkozások
- Profilja a statsf1.com honlapon (angolul)